# Sonate K. 301
La sonate K. 301 (F.249/L.493) en la majeur est une œuvre pour clavier du compositeur italien Domenico Scarlatti.

## Présentation
La sonate K. 301, en la majeur, notée Allegro, forme un couple avec la sonate précédente.

## Manuscrits
Le manuscrit principal est le numéro 6 du volume VI de Venise (1754), copié pour Maria Barbara ; les autres sont Parme VII 29, Münster IV 6 et Vienne B 6.

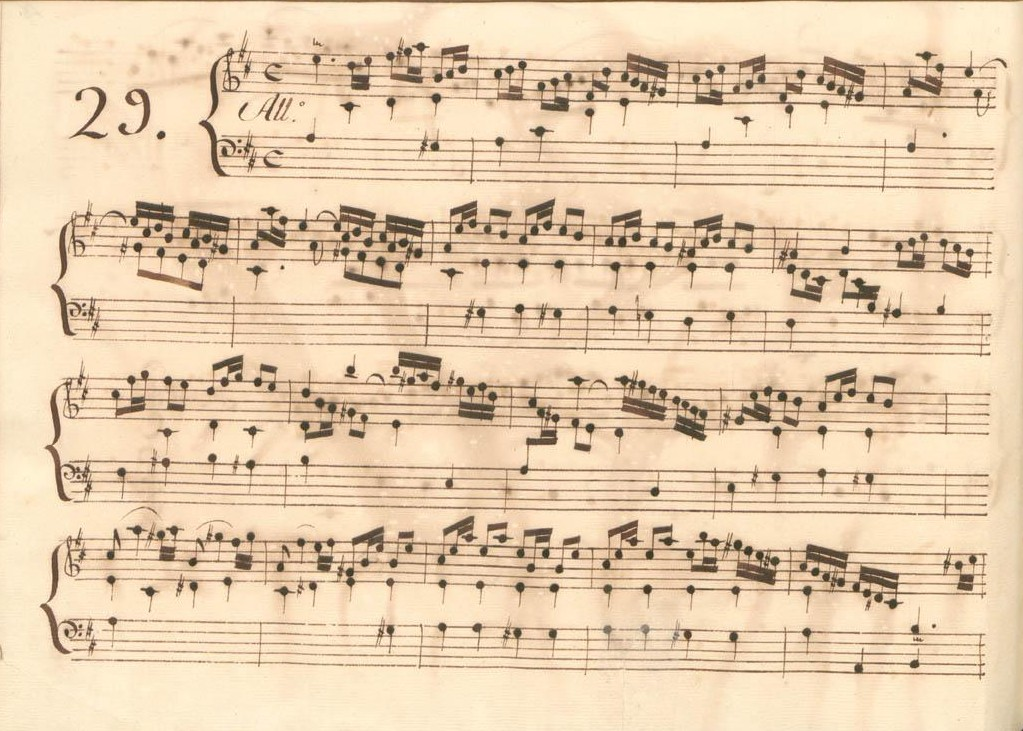
Parme VII 29.
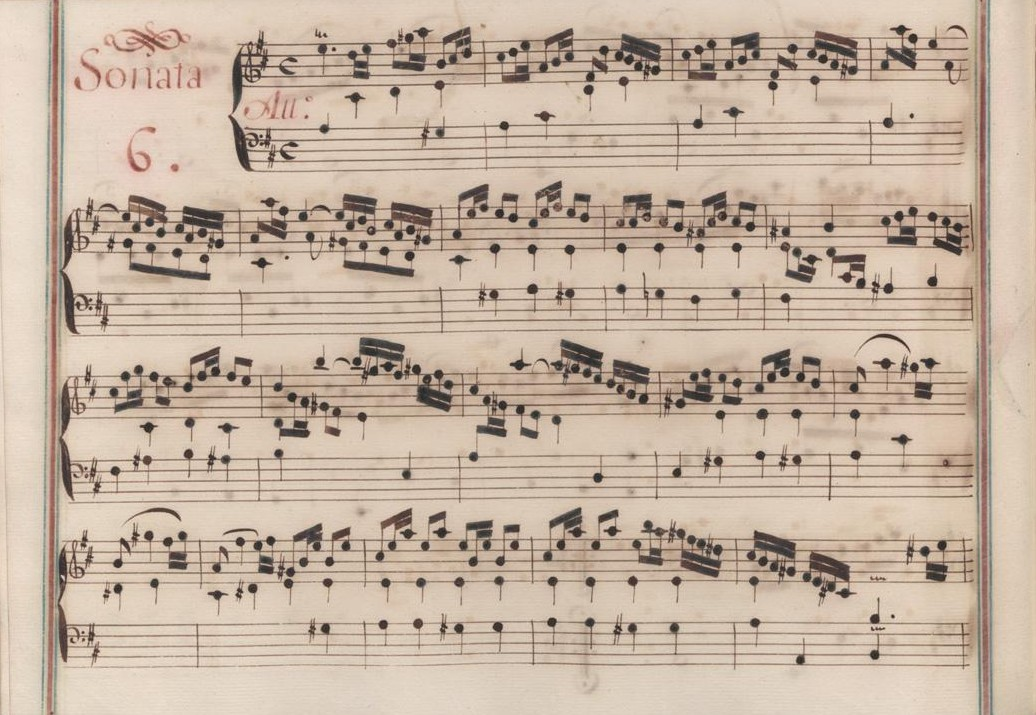
Venise VI 6.

## Interprètes
La sonate K. 301 est défendue au piano, notamment par Artem Yasynskyy (2016, Naxos vol. 20), Carlo Grante (2012, Music & Arts, vol. 3) ; au clavecin par Scott Ross (1985, Erato), Richard Lester (2003, Nimbus, vol. 3) et Pieter-Jan Belder (Brilliant Classics).

## Sources
: document utilisé comme source pour la rédaction de cet article.
- Ralph Kirkpatrick (trad. de l'anglais par Dennis Collins), Domenico Scarlatti, Paris, Lattès, coll. « Musique et Musiciens », 1982 (1re éd. 1953 (en)), 493 p. (ISBN 978-2-7096-0118-4, OCLC 954954205, BNF 34689181).
- Alain de Chambure, « Domenico Scarlatti : Intégrale des sonates — Scott Ross », Erato (2564-62092-2), 1985 (OCLC 891183737) .